# Kyoko Ina
Kyoko Ina (伊奈 恭子, Ina Kyōko, Tóquio, Japão, 11 de outubro de 1972) é uma ex-patinadora artística nipo-americana. Ela conquistou com John Zimmerman uma medalha de bronze em campeonatos mundiais, uma medalha de prata e cinco de bronze no Campeonato dos Quatro Continentes e foi três vezes campeã do campeonato nacional americano. Ina e Zimmerman disputaram os Jogos Olímpicos de Inverno de 2002 onde terminaram na quinta posição. Com Jason Dungjen, ela foi duas vezes campeã do campeonato nacional americano, e disputaram os Jogos Olímpicos de Inverno de 1994 e de Jogos Olímpicos de Inverno de 1998 onde terminaram na nona e quarta posição, respectivamente. Ina também disputou as competições individuais, sendo campeã do Nebelhorn Trophy em 1989 e medalhista de peltre no campeonato nacional americano em 1995. Na temporada 1986–87, ela competiu pelo Japão, tendo sido campeã japonesa júnior.

## Principais resultados

### Resultados pelos Estados Unidos

#### Duplas

##### Com John Zimmerman
| Resultados                                                             | Resultados        | Resultados       | Resultados        | Resultados        | Resultados    | Resultados    | Resultados    | Resultados    | Resultados    | Resultados    | Resultados    | Resultados    | Resultados    |
| Internacional                                                          | Internacional     | Internacional    | Internacional     | Internacional     | Internacional | Internacional | Internacional | Internacional | Internacional | Internacional | Internacional | Internacional | Internacional |
| Evento/Temporada                                                       | 1998– 1999        | 1999– 2000       | 2000– 2001        | 2001– 2002        |               |               |               |               |               |               |               |               |               |
| ---------------------------------------------------------------------- | ----------------- | ---------------- | ----------------- | ----------------- | ------------- | ------------- | ------------- | ------------- | ------------- | ------------- | ------------- | ------------- | ------------- |
| Jogos Olímpicos                                                        |                   |                  |                   | 5.ª               |               |               |               |               |               |               |               |               |               |
| Campeonato Mundial                                                     | 9.ª               | 7.ª              | 7.ª               | Medalha de bronze |               |               |               |               |               |               |               |               |               |
| Campeonato dos Quatro Continentes                                      |                   | Medalha de prata | Medalha de bronze |                   |               |               |               |               |               |               |               |               |               |
| GP Grand Prix Final                                                    | 5.ª               |                  |                   | 4.ª               |               |               |               |               |               |               |               |               |               |
| GP Cup of Russia                                                       | Medalha de bronze |                  | 4.ª               |                   |               |               |               |               |               |               |               |               |               |
| GP Skate America                                                       | 5.ª               | 5.ª              | 4.ª               | Medalha de prata  |               |               |               |               |               |               |               |               |               |
| GP Skate Canada International                                          |                   | Medalha de prata |                   |                   |               |               |               |               |               |               |               |               |               |
| GP Sparkassen Cup on Ice                                               |                   |                  |                   | Medalha de prata  |               |               |               |               |               |               |               |               |               |
| GP Trophée Lalique                                                     | Medalha de prata  | 4.ª              | Medalha de bronze | Medalha de prata  |               |               |               |               |               |               |               |               |               |
| Nacional                                                               |                   |                  |                   |                   |               |               |               |               |               |               |               |               |               |
| Campeonato dos Estados Unidos                                          | Medalha de prata  | Medalha de ouro  | Medalha de ouro   | Medalha de ouro   |               |               |               |               |               |               |               |               |               |
|                                                                        |                   |                  |                   |                   |               |               |               |               |               |               |               |               |               |
| Legenda: GP = Grand Prix; Competição não foi disputada nesta temporada |                   |                  |                   |                   |               |               |               |               |               |               |               |               |               |

##### Com Jason Dungjen
| Resultados                                                             | Resultados    | Resultados       | Resultados        | Resultados       | Resultados       | Resultados        | Resultados       | Resultados    | Resultados    | Resultados    | Resultados    | Resultados    | Resultados    |
| Internacional                                                          | Internacional | Internacional    | Internacional     | Internacional    | Internacional    | Internacional     | Internacional    | Internacional | Internacional | Internacional | Internacional | Internacional | Internacional |
| Evento/Temporada                                                       | 1991– 1992    | 1992– 1993       | 1993– 1994        | 1994– 1995       | 1995– 1996       | 1996– 1997        | 1997– 1998       |               |               |               |               |               |               |
| ---------------------------------------------------------------------- | ------------- | ---------------- | ----------------- | ---------------- | ---------------- | ----------------- | ---------------- | ------------- | ------------- | ------------- | ------------- | ------------- | ------------- |
| Jogos Olímpicos                                                        |               |                  | 9.ª               |                  |                  |                   | 4.ª              |               |               |               |               |               |               |
| Campeonato Mundial                                                     |               |                  | 12.ª              | 8.ª              | 6.ª              | 4.ª               |                  |               |               |               |               |               |               |
| GP Nations Cup                                                         |               | Medalha de prata | Medalha de bronze |                  | 4.ª              | Medalha de bronze |                  |               |               |               |               |               |               |
| GP NHK Trophy                                                          |               |                  |                   |                  | 4.ª              | Medalha de bronze |                  |               |               |               |               |               |               |
| GP Skate America                                                       |               |                  | Medalha de prata  | 5.ª              | 4.ª              |                   | Medalha de prata |               |               |               |               |               |               |
| GP Skate Canada International                                          |               |                  |                   |                  |                  | Medalha de bronze |                  |               |               |               |               |               |               |
| Continents Cup                                                         |               |                  |                   |                  |                  | Medalha de prata  |                  |               |               |               |               |               |               |
| Karl Schäfer Memorial                                                  |               |                  |                   |                  |                  | Medalha de ouro   |                  |               |               |               |               |               |               |
| Piruetten                                                              |               |                  | Medalha de bronze |                  |                  |                   |                  |               |               |               |               |               |               |
| Nacional                                                               |               |                  |                   |                  |                  |                   |                  |               |               |               |               |               |               |
| Campeonato dos Estados Unidos                                          | 7.ª           | 5.ª              | Medalha de prata  | Medalha de prata | Medalha de prata | Medalha de ouro   | Medalha de ouro  |               |               |               |               |               |               |
|                                                                        |               |                  |                   |                  |                  |                   |                  |               |               |               |               |               |               |
| Legenda: GP = Grand Prix; Competição não foi disputada nesta temporada |               |                  |                   |                  |                  |                   |                  |               |               |               |               |               |               |

#### Individual feminino
| Resultados                             | Resultados      | Resultados      | Resultados    | Resultados    | Resultados    | Resultados    | Resultados        | Resultados    | Resultados    | Resultados    | Resultados    | Resultados    |  |
| Internacional                          | Internacional   | Internacional   | Internacional | Internacional | Internacional | Internacional | Internacional     | Internacional | Internacional | Internacional | Internacional | Internacional |  |
| Evento/Temporada                       | 1988– 1989      | 1989– 1990      | 1990– 1991    | 1991– 1992    | 1992– 1993    |               | 1994– 1995        |               | 1996– 1997    |               |               |               |  |
| -------------------------------------- | --------------- | --------------- | ------------- | ------------- | ------------- | ------------- | ----------------- | ------------- | ------------- | ------------- | ------------- | ------------- |  |
| NHK Trophy                             |                 |                 | 6.ª           |               |               |               |                   |               |               |               |               |               |  |
| Nebelhorn Trophy                       |                 | Medalha de ouro |               |               |               |               |                   |               |               |               |               |               |  |
| Nacional                               |                 |                 |               |               |               |               |                   |               |               |               |               |               |  |
| Campeonato dos Estados Unidos          |                 |                 | 7.ª           | 8.ª           | 10.ª          |               | Medalha de peltre |               | 11.ª          |               |               |               |  |
| Campeonato dos Estados Unidos – Júnior | Medalha de ouro |                 |               |               |               |               |                   |               |               |               |               |               |  |
|                                        |                 |                 |               |               |               |               |                   |               |               |               |               |               |  |

### Resultados pelo Japão

#### Individual feminino
| Resultados                  | Resultados             | Resultados             | Resultados             | Resultados             | Resultados             | Resultados             | Resultados             | Resultados             | Resultados             | Resultados             | Resultados             | Resultados             |  |
| Internacional – Júnior      | Internacional – Júnior | Internacional – Júnior | Internacional – Júnior | Internacional – Júnior | Internacional – Júnior | Internacional – Júnior | Internacional – Júnior | Internacional – Júnior | Internacional – Júnior | Internacional – Júnior | Internacional – Júnior | Internacional – Júnior |  |
| Evento/Temporada            | 1986– 1987             |                        |                        |                        |                        |                        |                        |                        |                        |                        |                        |                        |  |
| --------------------------- | ---------------------- | ---------------------- | ---------------------- | ---------------------- | ---------------------- | ---------------------- | ---------------------- | ---------------------- | ---------------------- | ---------------------- | ---------------------- | ---------------------- |  |
| Campeonato Mundial Júnior   | 8.ª                    |                        |                        |                        |                        |                        |                        |                        |                        |                        |                        |                        |  |
| Nacional                    |                        |                        |                        |                        |                        |                        |                        |                        |                        |                        |                        |                        |  |
| Campeonato Japonês – Júnior | Medalha de ouro        |                        |                        |                        |                        |                        |                        |                        |                        |                        |                        |                        |  |
|                             |                        |                        |                        |                        |                        |                        |                        |                        |                        |                        |                        |                        |  |